# Mathias Moosbrugger
Mathias Moosbrugger (* 2. April 1982 in Au im Bregenzerwald) ist ein österreichischer katholischer Theologe.

## Leben
Nach der Matura im Juni 2000 (BORG Egg) absolvierte Mathias Moosbrugger von 2000 bis 2005 Lehramtsstudien Geschichte und Sozialkunde und Kombinierte Religionspädagogik an der Universität Innsbruck. Er promovierte zunächst im November 2009 im Fach Geschichtswissenschaft an der Universität Innsbruck Sub auspiciis zum Doctor philosophiæ (Dr. phil.) und anschließend im Oktober 2014 ebenfalls an der Universität Innsbruck in Katholischer Theologie wiederum Sub auspiciis zum Doctor theologiae (Dr. theol.). Moosbrugger war damit der erste Doktorand, der zwei Sub-auspiciis-Promotionen an der Universität Innsbruck absolvierte und zu diesem Zeitpunkt erst der siebte Österreicher überhaupt, dem eine doppelte Sub-auspiciis-Promotion gelang.
Von September 2015 bis Oktober 2017 war Mathias Moosbrugger dann Pastoralassistent im Seelsorgeraum Allerheiligen-Kranebitten tätig (ab Jänner 2017 in Väterkarenz). Von Juli 2009 bis August 2013 bis war er wissenschaftlicher Mitarbeiter am Institut für Systematische Theologie (bis Jänner 2010 Koordinator der interfakultären Forschungsplattform „Weltordnung – Religion – Gewalt“, ab Jänner 2010 Koordinator und Projektmitarbeiter beim FWF-Projekt „Raymund Schwager: Dramatische Theologie“). Von September 2013 bis August 2014 absolvierte Moosbrugger ein Unterrichtspraktikum in den Fächern Geschichte und Katholische Religion. Von September 2014 bis August 2015 absolvierte er ein Pastoraljahr in der Pfarre Kranebitten (Universitätslehrgang Pastoraljahr). Seit November 2017 ist er Universitätsassistent am Institut für Bibelwissenschaften und Historische Theologie.
Seine Schwerpunkte in Forschung und Lehre sind spätmittelalterliche und frühneuzeitliche Kirchen- und Regionalgeschichte (v. a. Bodenseeraum, Westösterreich), radikale Reformation, Konfessionalisierung, jüngste Theologiegeschichte, Kulturgeschichte von Schrift und Schriftlichkeit und Religion und Gewalt, Theologie und Kulturtheorie.

## Werke (Auswahl)
- Frühneuzeitliche Steuerbücher des Raumes Au-Schoppernau. Bemerkungen zur Sozialgeschichte des hinteren Bregenzerwaldes (Quellen zur Geschichte Vorarlbergs 9), Regensburg 2007, ISBN  978-3-89783-600-6 (zugleich Diplomarbeit, Innsbruck 2005).
- Grenzüberschreitenden Kooperationen in der Bodenseeregion. Ein historischer Überblick (Veröffentlichungen des Instituts für sozialwissenschaftliche Regionalforschung 4), Regensburg 2007, ISBN 3-89783-572-X.
- Der Hintere Bregenzerwald – eine Bauernrepublik? Neue Untersuchungen zu seiner Verfassungs- und Strukturgeschichte im Spätmittelalter (Forschungen zur Geschichte Vorarlbergs N.F. 9), Konstanz 2009, ISBN 978-3-86764-161-6 (zugleich Dissertation, Innsbruck 2009).
- Die Rehabilitierung des Opfers. Zum Dialog zwischen René Girard und Raymund Schwager über die Angemessenheit der Rede vom Opfer im christlichen Kontext (Innsbrucker theologische Studien 88), Innsbruck/Wien 2014, ISBN 3-7022-3322-9 (zugleich Dissertation, Innsbruck 2014).
- Petrus Canisius, Wanderer zwischen den Welten. Tyrolia, Innsbruck 2021, ISBN 978-3-7022-3929-9.
- Bottom-Up Baroque: Recontextualizing the Bregenzerwald Baroque Master Builders. In: Austrian History Yearbook, Bd. 55, 2025, S. 1–20. (Online auf cambridge.org, abgerufen am 8. Mai 2025) - englisch.

Herausgeberschaft
- mit Józef Niewiadomski und Roman A. Siebenrock: Opfer – Helden – Märtyrer. Das Martyrium als religionspolitologische Herausforderung (Innsbrucker theologische Studien 83), Innsbruck/Wien 2011, ISBN 978-3-7022-3105-7.
- mit Józef Niewiadomski: Raymund Schwager, Dogma und dramatische Geschichte. Christologie im Kontext von Judentum, Islam und moderner Marktkultur (Raymund Schwager Gesammelte Schriften 5), Freiburg im Breisgau 2014, ISBN 978-3-451-34225-7.
- mit Józef Niewiadomski: Auf dem Weg zur Neubewertung der Tradition. Die Theologie von Raymund Schwager und sein neu erschlossener Nachlass, Freiburg im Breisgau 2015, ISBN 3-451-34746-6.
- mit Karin Peter: Raymund Schwager, Brauchen wir einen Sündenbock? Gewalt und Erlösung in den biblischen Schriften (Raymund Schwager Gesammelte Schriften 2), Freiburg im Breisgau 2016, ISBN 3-451-34222-7.
- Raymund Schwager, Frühe Hauptwerke (Raymund Schwager Gesammelte Schriften 1), Freiburg im Breisgau 2016, ISBN 3-451-34221-9.
- mit Scott Cowdell, Joel Hodge und Chris Fleming: René Girard and Raymund Schwager: Correspondence 1974–1991 (Violence, Desire, and the Sacred 4), New York 2016, ISBN 978-1-5013-2047-7.
- Raymund Schwager, Kirchliche, politische und theologische Zeitgenossenschaft (Raymund Schwager Gesammelte Schriften 8), Freiburg im Breisgau 2017, ISBN 3-451-34228-6.